# Santiago da Ribeira de Alhariz
Santiago da Ribeira de Alhariz es una freguesia portuguesa del concelho de Valpaços, en el distrito de Vila Real con 18,09 km² de superficie y 603 habitantes (2011), distribuidos en doce núcleos de población, el mayor de los cuales, Esturãos, no supera los 60 habitantes. Su densidad de población es de 33,3 hab/km².
La freguesia de Santiago se encuentra a unos 13 km de la cabecera del municipio, en un contrafuerte de la sierra de la Padrela. En su patrimonio histórico-artístico destaca la iglesia parroquial homónima.